# Alter Friedhof (Pasing)

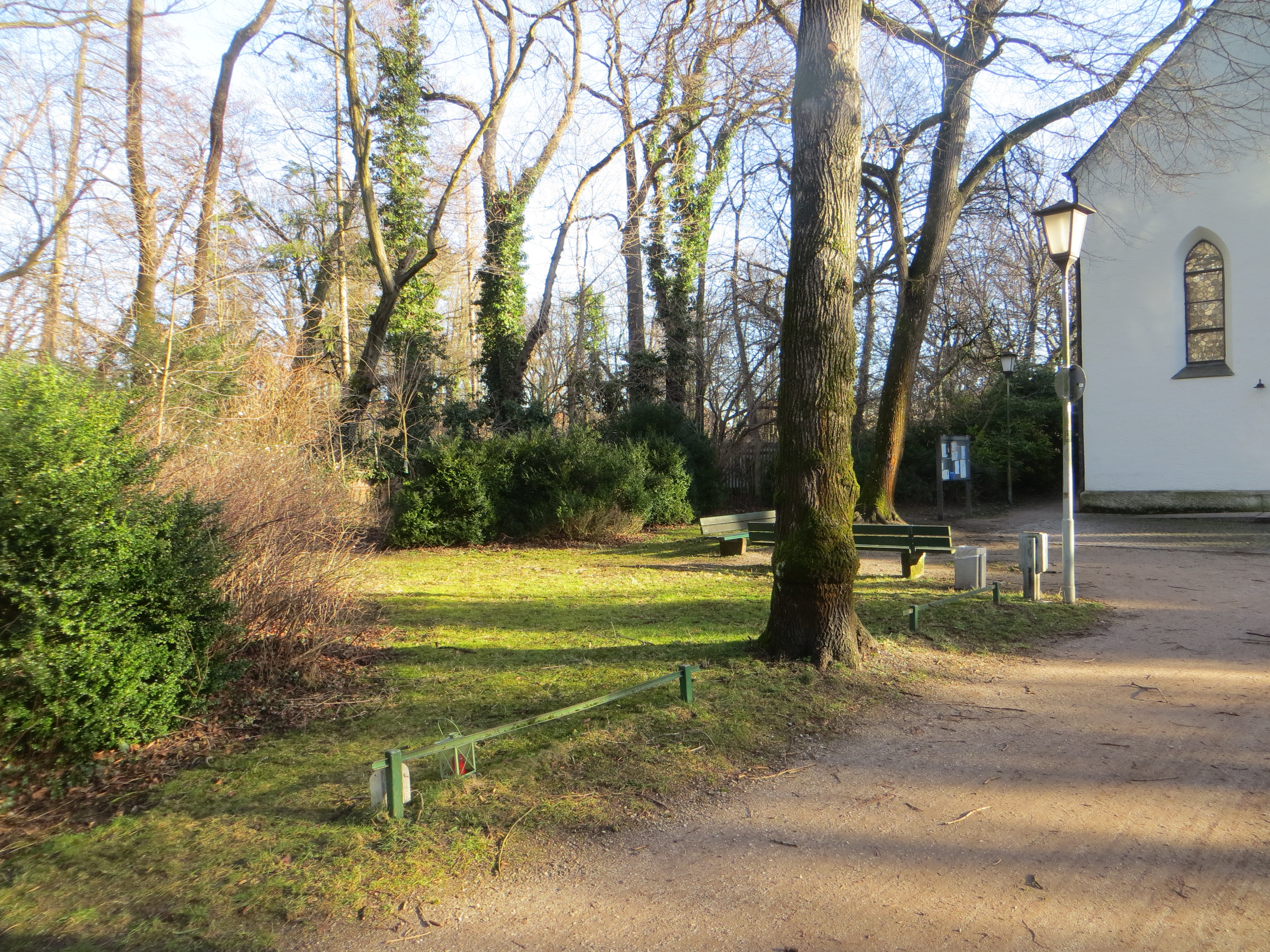
Alter Friedhof im Stadtteil Pasing von München

Der Alte Friedhof im Stadtteil Pasing der bayerischen Landeshauptstadt München wurde im Mittelalter angelegt. Der Friedhof, im ehemaligen Zentrum von Pasing bei der alten katholischen Pfarrkirche Mariä Geburt, mit der Adresse Am Klostergarten 9 ist ein geschütztes Baudenkmal.
Teile der Friedhofsmauer und einige Grabkreuze sind erhalten.
Der neue Friedhof in Pasing an der  Lampertstraße wurde 1903 angelegt.